# بريسيلا تشان
بريسيلا تشان (بالإنجليزية: Priscilla Chan)‏ (ولدت في 24 فبراير 1985) طبيبة أطفال ومتطوعة للأعمال الخيرية. زوجة مارك زوكربيرج، مؤسس والرئيس التنفيذي لشركة فيس بوك. في عام 2015 تبرعت بريسيلا ومارك بمبلغ يتجاوز 1.6 مليار دولار للجمعيات الخيرية. وفي ديسمبر 2015، تعهدوا بالتبرع بحوالي 99% من أسهمهم في الفيس بوك، وهو ما يعادل قيمته 45 مليار دولار لمبادرة تشان زوكربيرج، مؤسسة للعمل الخيري والسياسي تهتم بمجالي الصحة والتعليم.

## السيرة الذاتية
تشان ابنه لاجئين صينيين فيتناميين، استطاعوا الهروب من فيتنام إلى الولايات المتحدة بعد سقوط سايغون في عام 1975. ولدت بريسيلا في برينتري، ماساتشوستس، وترعرعت في كوينسي خارج بوسطن. في صغرها تحدثت بريسيلا بالكنتونية وعملت كمترجمة لأجدادها. لها أختين أصغر منها. في عام 2003، تخرجت بريسيلا بتفوق من مدرسة كوينسية الثانوية، سماها زملائها عبقرية الفصل.
في عام 2003، إلتحقت تشان بجامعة هارفارد، حيث إلتقت فيها بمارك زوكربيرج مؤسس الفيس بوك في حفلة أخوية كان فيها مارك في السنة الثانية له في الجامعة، وبدآ المواعدة في نفس العام (2003). تخرجت تشان في عام 2007 حاصلة على درجة البكالوريوس في علم الأحياء. لتصبح هي الأولى في عائلتها التي تكمل تعليمها وتتخرج من الجامعة.
تتحدث بريسيلا الصينية، الإنجليزية والأسبانية بطلاقة. عملت بريسيلا كمدرسة علوم في مدرسة هاركر الخاصة لمدة عام قبل أن تدخل كلية الطب في جامعة كاليفورنيا، سان فرانسيسكو في عام 2008، لتتخرج منها في عام 2012. وتصبح طبيبا مقيما في عام 2015.
في سبتمبر 2010، دعا زوكربيرغ تشان الطالبة بكلية الطب جامعة كاليفورنيا، سان فرانسيسكو للانتقال إلى منزله المستأجر في بالو ألتو. درس زوكربيرج الماندرين الصينية استعدادا لزيارتهما الصين في ديسمبر 2010. في 19 مايو 2012، تزوج كلا من زوكربيرج وتشان في الباحة الخلفية من منزل مارك، أي بعد يوم من إطلاق أسهم الفيس بوك في البورصة. كما إحتفلوا في نفس الحدث بتخرج تشان من كلية الطب.
في 31 يوليو 2015، أعلن الثنائي انتظارهم طفلتهم الأولى. وأعلن أنه كان قلقلا من حدوث إجهاض كما حدث في المرات الثلاث الأولى. وفي 1 ديسمبر رزق الزوجين بطفلتهما الأولى ماكسيما تشان زوكربيرغ «ماكس».
في عام 2015، فتحت تشان مركزها لعلاج الأطفال. ووفقا لإحدى تعليقات مارك على الفيس بوك، تعتنق بريسيلا الديانة البوذية.

## الأعمال الخيرية
تعهد كلا من مارك وتشان بالتبرع بمبلغ 1.6 مليار دولار للجمعيات الخيرية، وخصصوا 75 مليون دولار لمستشفى زوكربيرغ، سان فرانسيسكو العامة والتي تعمل فيها تشان. في عام 2013، تبرعوا بحوالي 18 مليون سهم في شركة فيس بوك (قدرت حجم الأسهم في ذلك الوقت بحوالي 970 مليون دولار) لمؤسسة مجتمع وادي السليكون. ليتصدر بذلك الزوجين قائمة الخمسين شخصية الأكثر إحسانا في الولايات المتحدة في ذلك العام. كما تبرعوا بمبلغ 120 مليون دولار للمدارس العامة في منطقة خليج سان فرانسيسكو.
في 1 ديسمبر 2015، وتخليدا لذكرى ميلاد ابنتهم قرروا التبرع بحوالي 99% من أسهمهم في شركة فيسبوك، بما يعادل 45 مليار لمبادرة تشان زوكربيرج، وهي مؤسسة خيرية تهتم بشئون الصحة والتعليم.
تهتم جمعية تشان الخيرية بالتعليم، الصحة والعلوم والتي ترتبط ارتباطا وثيقا بخلفيتها الشخصية. يعتبرها المجتمع الأمريكي صاحبة التأثير الأكبر في الأعمال الخيرية الخاصة بزوجها. في عام 2016، بنت مدرسة للتعليم الابتدائي والثانوي، موفرة خدمة الرعاية ما قبل الولادة في إيست بالو ألتو، كاليفورنيا.

## وصلات خارجية
- زواج مارك وبريسيلا تشان
- رسالة مارك وتشان إلى ماكس
- بريسيلا تشان تتبرع بأكثر من 3 مليارات احتفالا بمولد إبنتها ماكس
- بريسيلا تتحدث عن مبادرة تشان زوكربيرج
- احتفال بريسيلا ومارك بمرور عام على إنشاء مبادرة تشان زوكربيرج